# Ronchi (Massa)
Ronchi è una frazione del comune italiano di Massa, nella provincia di Massa e Carrara, in Toscana.
Centro balneare situato lungo la costa apuana, è una delle località del litorale di Massa comprese nell'area urbana di Marina di Massa ,confinando a nord con Marina di Massa centro e a sud con la località di Poveromo.
La località di Ronchi ospita un Centro didattico del WWF attivo nel recupero degli animali selvatici e una villa, in via dei Fichi, prima opera di Aldo Rossi (1960).